# تونی ووگل
تونی ووگل (انگلیسی: Tony Vogel؛ ‏ ۲۹ ژوئن ۱۹۴۲ – ۲۷ ژوئیهٔ ۲۰۱۵) بازیگر اهل بریتانیا بود.
از فیلم‌ها یا برنامه‌های تلویزیونی که وی در آن نقش داشته است، می‌توان به ابریشم، معجزه، لباس جدید پادشاه، عیسی، بینوایان، مرکز پزشکی،  غیرممکن، سرزمین‌آب، اوه! چه جنگ دلپذیری، آخرین دره، حرفه‌ای‌ها، ملاقات با مردمان برجسته، اس‌اواس. تایتانیک، مهاجمان صندوق گمشده، موسولینی: داستان ناگفته، آزادی را فریاد کن، گیوم تل، قصه‌گو، عیسی ناصری، اُدیسه، طالع نحس ۳: درگیری نهایی، مارکو پولو، فصلی از زندگی بزرگان و یک زندگی خشن اشاره کرد.